# Озеренск (Ельнинский район)
Озеренск — деревня в Смоленской области России, в Ельнинском районе. Население – 3 жителя (2007 год)  Расположена в юго-восточной части области в 10 км к юго-западу от города Ельня, в 3,5 км южнее автодороги Р96 Новоалександровский(А101)- Спас-Деменск — Ельня — Починок, в 11 км к западу от автодороги Р137 Сафоново — Рославль. В 9,5 км севернее деревни железнодорожная станция Нежода на линии Смоленск - Сухиничи. Входит в состав Леонидовского сельского поселения.

## История
В годы Великой Отечественной войны деревня была местом ожесточённых боёв и дважды была оккупирована гитлеровскими войсками. 1-й раз в июле 1941 года (освобождена в ходе Ельнинской операции), 2-й раз в октябре 1941 года (освобождена в ходе Ельнинско-Дорогобужской операции в 1943 году)..

## Достопримечательности
- Братская могила 2-х советских воинов, павших в боях с гитлеровскими войсками [4]